# Aryna Sabalenková
Aryna Sabalenková (bělorusky Арына Сяргееўна Сабаленка, Aryna Sjarhejevna Sabalenka; * 5. května 1998 Minsk) je běloruská profesionální tenistka. Na grandslamu zvítězila ve dvouhře Australian Open 2023 a 2024, stejně jako na US Open 2024. S Elise Mertensovou ovládla deblové soutěže US Open 2019 a Australian Open 2021. Ve finále Turnaje mistryň 2022 podlehla Caroline Garciaové. Ve své dosavadní kariéře na okruhu WTA Tour vyhrála dvacet turnajů ve dvouhře včetně devíti v kategorii WTA 1000. K nim přidala šest triumfů ve čtyřhře. V sérii WTA 125 vybojovala jednu singlovou i deblovou trofej. V rámci okruhu ITF získala pět titulů ve dvouhře a jeden ve čtyřhře.
Od října 2024 je světovou jedničkou ve dvouhře, kterou se poprvé stala v září 2023 jako dvacátá devátá tenistka od vzniku žebříčku WTA v roce 1975. V jediném předchozím období během sezóny 2023 na čele strávila osm týdnů. V roce 2021 byla také světovou jedničkou ve čtyřhře jako čtyřicátá čtvrtá od zavedení klasifikace v roce 1984 a druhá Běloruska po Nataše Zverevové. Na čele deblové části strávila šest týdnů. Jako osmá tenistka tak během kariéry obývala vrchol žebříčků dvouhry i čtyřhry. Na žebříčku WTA byla ve dvouhře nejvýše klasifikována v září 2023 na 1. místě a ve čtyřhře v únoru 2021 rovněž na 1. místě. Trénuje ji Anton Dubrov. Před ním ji vedli Dmitrij Tursunov a Didi Kindlmann.
V běloruském týmu Billie Jean King Cupu debutovala v roce 2016 baráží světové skupiny proti Rusku, v němž za rozhodnutého stavu prohrála s Olgou Govorcovou závěrečnou čtyřhru proti páru Darja Kasatkinová a Jelena Vesninová. Bělorusky přesto zvítězily 3:2 na zápasy. Ve světovém finále 2017 plnila roli jedničky týmu proti Spojeným státům. Američanky si z Minsku odvezly trofej po výhře 3:2 na zápasy. Do roku 2026 v soutěži nastoupila k devíti mezistátním utkáním s bilancí 10–6 ve dvouhře a 1–4 ve čtyřhře.
Během kariéry pětkrát porazila úřadující světovou jedničku. První dvě výhry získala proti Ashleigh Bartyové na Wuhan Open 2019 a Madrid Open 2021, třetí, čtvrtou a pátou zaznamenala nad Igou Świątekovou na Turnaji mistryň 2022, kde se po sestrách Williamsových stala třetí hráčkou ve 21. století, která na jediném turnaji zdolala všechny členky první světové trojky, ve finále Madrid Open 2023 a semifinále Cincinnati Open 2024.
V sezóně 2018 ji Ženská tenisová asociace vyhlásila nováčkem roku.

## Tenisová kariéra
V rámci hlavních soutěží dvouhry událostí okruhu ITF debutovala v červnu 2014, když na turnaj v rodném Minsku s dotací 10 tisíc dolarů obdržela divokou kartu. V úvodním kole podlehla krajance Palině Dubavecové. Premiérový singlový titul v této úrovni tenisu vybojovala v září 2015 na antalyjském turnaji s rozpočtem deset tisíc dolarů. Ve finále přehrála Rumunku Daianu Negreanuovou po dvousetovém průběhu. O týden později přidala na témže místě druhou trofej, když v závěrečném duelu přehrála další Rumunku Nicoletu Dascăluovou.

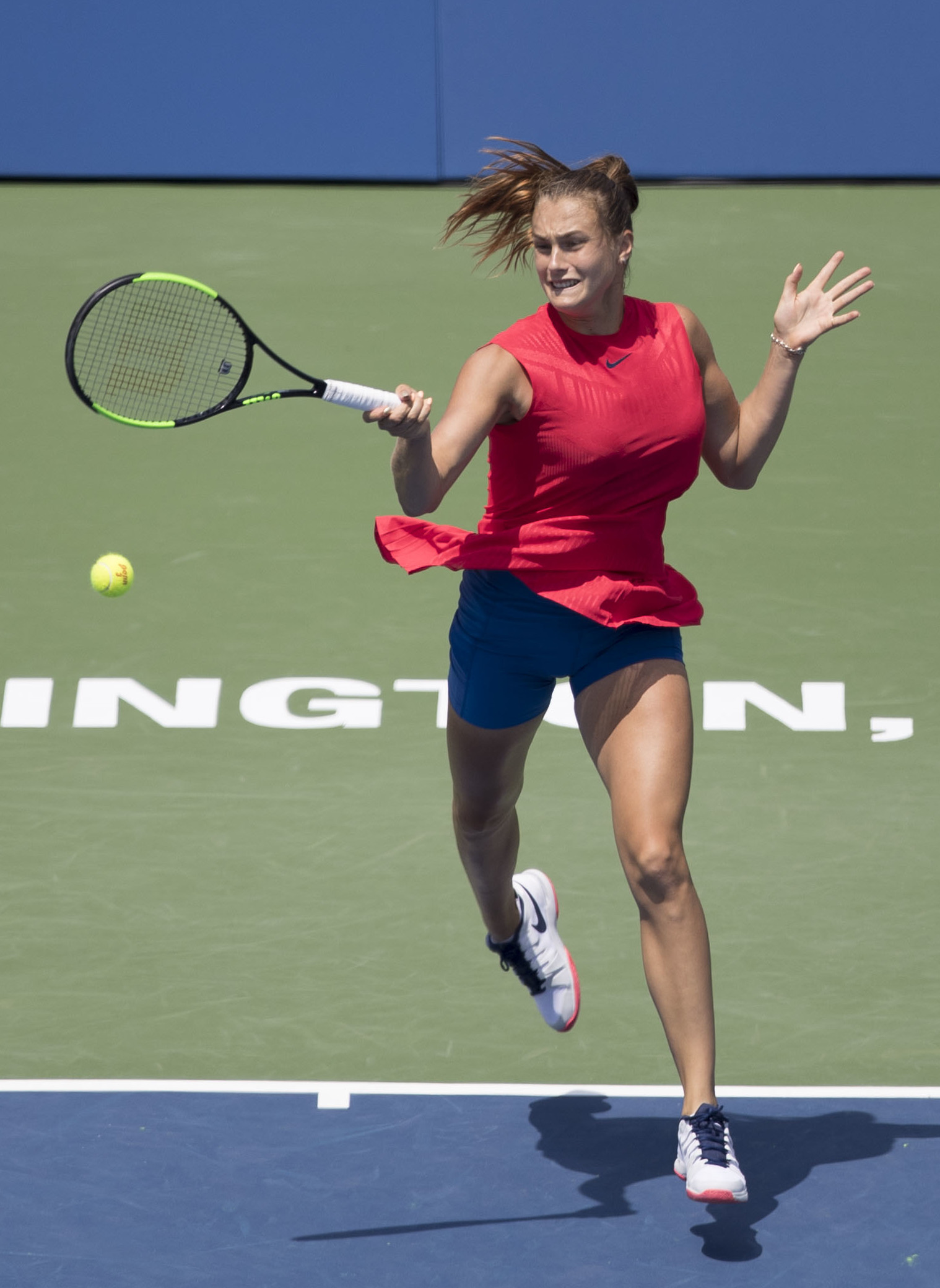
Na washingtonském Citi Open 2017 dohrála ve druhém kole s Němkou Lisickou

Průlom do elitní stovky žebříčku WTA učinila ve vydání ze 16. října 2017, když se posunula ze 102. na 76. místo. V kvalifikaci okruhu WTA Tour debutovala dubnovým Grand Prix SAR La Princesse Lalla Meryem 2016 v marockém Rabatu. Na úvod kvalifikační soutěže zdolala Francouzku Mathilde Johanssonovou, aby ji poté cestu do dvouhry uzavřela porážka od Nizozemky Richèl Hogenkampové. Již o týden dříve nastoupila do čtyřhry baráže světové skupiny Fed Cupu 2016 proti Rusku, z níž odešla po boku Govorcovové poražena. Jednalo se o její první zápas počítaný do okruhu WTA Tour. Premiérové utkání v hlavní soutěži této profesionální túry si pak zahrála na únorovém Dubai Tennis Championships 2017 z kategorie Premier 5 po zvládnuté kvalifikaci. Ve třech setech však na úvod nestačila na Ukrajinku Katerynu Bondarenkovou.
Do semifinále poprvé nahlédla na uzbeckém Tashkent Open 2017, kde ji zastavila druhá nasazená Maďarka Tímea Babosová. Do debutového finále se pak probojovala během říjnového Tianjin Open 2017 v Tchien-ťinu, když zvládla duel s Italkou Sarou Erraniovou vracející se po dvouměsíčním dopingovém trestu. Ve finále ji porazila bývalá světová jednička z Ruska Maria Šarapovová po dvousetovém průběhu. Devatenáctiletá Sabalenková přitom nezužitkovala vedení 4–1 na gamy v prvním a 5–1 na gamy ve druhém setu.
Do kvalifikace grandslamu poprvé nahlédla během US Open 2016. Ve druhé fázi podlehla Lucemburčance Mandy Minellaové. Debut v hlavní soutěži pak zaznamenala po překonání kvalifikačního síta v ženském singlu Wimbledonu 2017. První vítězný zápas dosáhla v duelu s Ruskou Irinou Chromačovovou. Následně ji přehrála německá tenistka Carina Witthöftová po třísetovém průběhu.
V minském finále Fed Cupu 2017 proti Spojeným státům byla běloruskou jedničkou. Z pozice 78. hráčky žebříčku v sobotním singlu překvapivě zdolala úřadující vítězku US Open a světovou třináctku Sloane Stephensovou. Za vyrovnaného stavu 1–1 na zápasy otevřela nedělní program porážkou od desáté ženy klasifikace Coco Vandewegheové. Po výhře Bělorusky Sasnovičové rozhodla o vítězkách soutěže až závěrečná čtyřhra, do níž nastoupila s Aljaksandrou Sasnovičovou. Běloruská dvojice však nenašla recept na Američanky Shelby Rogersovou s Vandewegheovou.

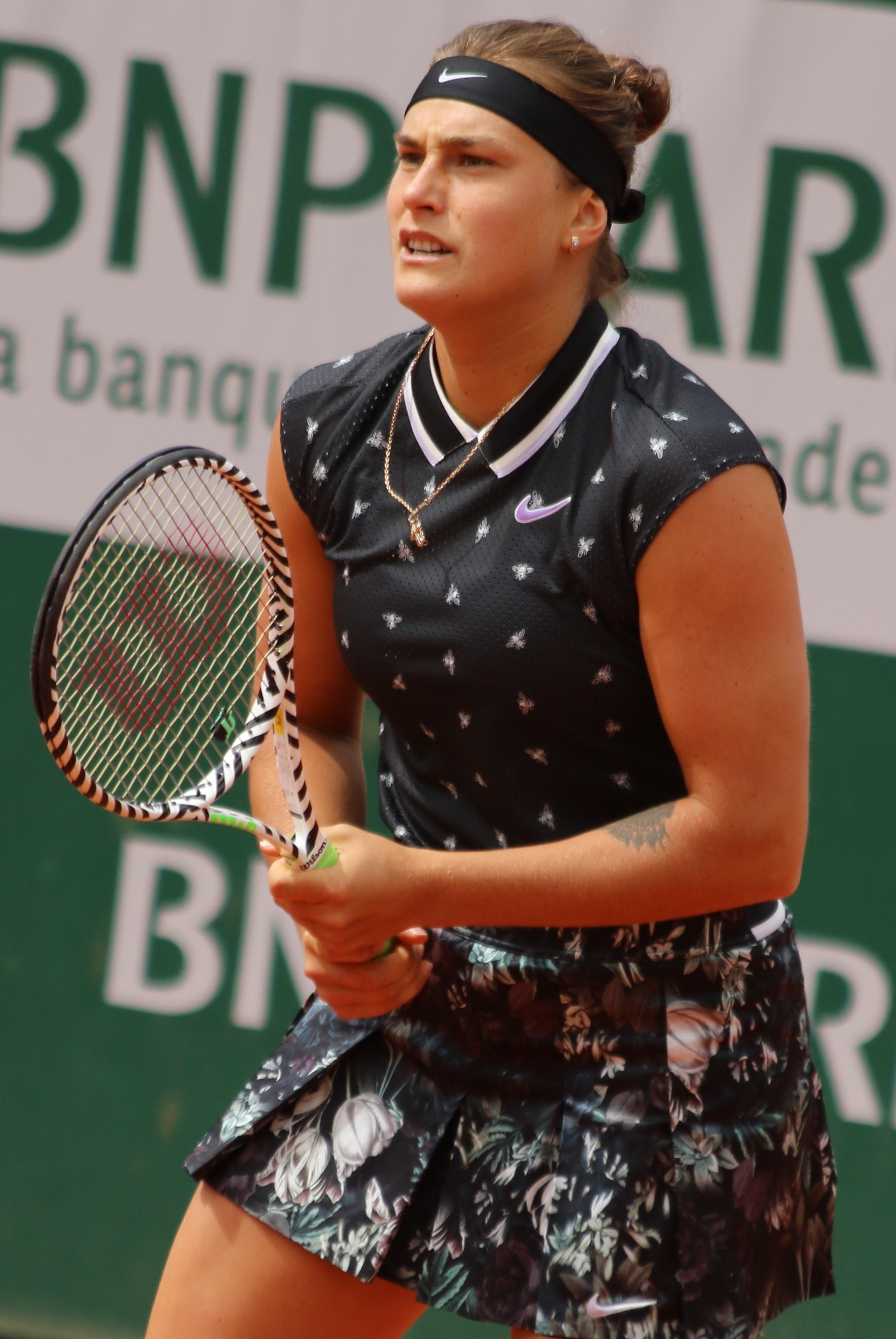
Na French Open 2019 vypadla ve druhém kole

Na letních severoamerických betonech v roce 2018 porazila během montréalského Rogers Cupu světovou dvojku Caroline Wozniackou. Ve třetím kole ji však zastavila Belgičanka Elise Mertensová. Navazující týden se objevila na Western & Southern Open v Cincinnati, na němž vyřadila Johannu Kontaovou, turnajovou devítku Karolínu Plíškovou, světovou pětku Caroline Garciaovou i čtrnáctou nasazenou Madison Keysovou. Až v semifinále nestačila na první ženu klasifikace Simonu Halepovou. Premiérovou trofej z túry WTA vybojovala jako dvacetiletá na srpnovém Connecticut Open 2018 v New Havenu, kde do finále prošla po výhře nad světovou devítkou Julií Görgesovou. V boji o titul zdolala španělskou tenistku Carlu Suárezovou Navarrovou po dvousetovém průběhu. Zisk 470 bodů ji poprvé posunul do elitní světové dvacítky žebříčku WTA, jejž uzavírala 20. místem. Ve finále Wuhan Open 2018 z kategorie Premier 5 přehrála estonskou tenistku Anett Kontaveitovou po dvousetovém průběhu, když nečelila žádné brejkové hrozbě. Týden po zisku druhé kariérní trofeje vypadla ve čtvrtfinále China Open 2018 s Wang Čchiang a body jí zajistily průnik na 11. příčku klasifikace.
S Belgičankou Elise Mertensovou vyhrály čtyřhru na BNP Paribas Open 2019 a Miami Open 2019. Staly se tak historicky pátou dvojicí, která zvítězila na obou březnových amerických turnajích v jedné sezóně, označovaných za „Sunshine double“. Jako pár odehrály teprve druhý a třetí turnaj. Premiérové grandslamové finále si zahrála v ženské čtyřhře US Open 2019, do níž nastoupila s Mertensovou. Ve finále přehrály bělorusko-australské turnajové osmičky Viktoriji Azarenkovou s Ashleigh Bartyovou po zvládnutých koncovkách obou setů. Třetí deblový titul na okruhu WTA Tour znamenal posun na 6. místo žebříčku WTA ve čtyřhře. V sezóně 2019 přidala dvě trofeje z dvouhry, když v obou finále porazila Američanku Alison Riskeovou. Nejdříve na lednovém Shenzhen Open a poté na zářijovém Wuhan Open, kde i druhý start proměnila v titul..

### 2021: Světová jednička ve čtyřhře a dvojka ve dvouhře
Sezónu otevřela na premiérově zařazeném turnaji v Abú Zabí, kde navázala na sérii výher z podzimu předchozího roku. Cestou turnajem ztratila jedinou sadu, kterou jí odebrala ve čtvrtfinále Jelena Rybakinová. Ve finále povolila jenom dvě hry Rusce Veronice Kuděrmetovovou a díky patnácté výhře v řadě získala devátý kariérní titul. Bodový zisk také znamenal premiérový posun na 7. místo žebříčku WTA. Šňůru neporazitelnosti jí ukončila ve druhém kole melbournského Gippsland Trophy Estonka Kaia Kanepiová.
Na Australian Open zaznamenala podruhé v kariéře postup do druhého týdne grandslamu, když navázala na osmifinále z US Open 2018. V boji o čtvrtfinále však nestačila na turnajovou desítku Serenu Williamsovou. Lépe si vedla ve ženské čtyřhře, kde po boku Elise Mertensové získaly finálovou výhrou nad Češkami Krejčíkovou a Siniakovou druhý společný grandslamový triumf, díky čemuž se v následném vydání deblové klasifikace posunula jako 44. hráčka v historii a druhá Běloruska po Nataše Zverevové na 1. místo. Přesto však po turnaji uvedla, že neplánuje ve spolupráci dlouhodobě pokračovat, jelikož se chce soustředit primárně na dvouhru.

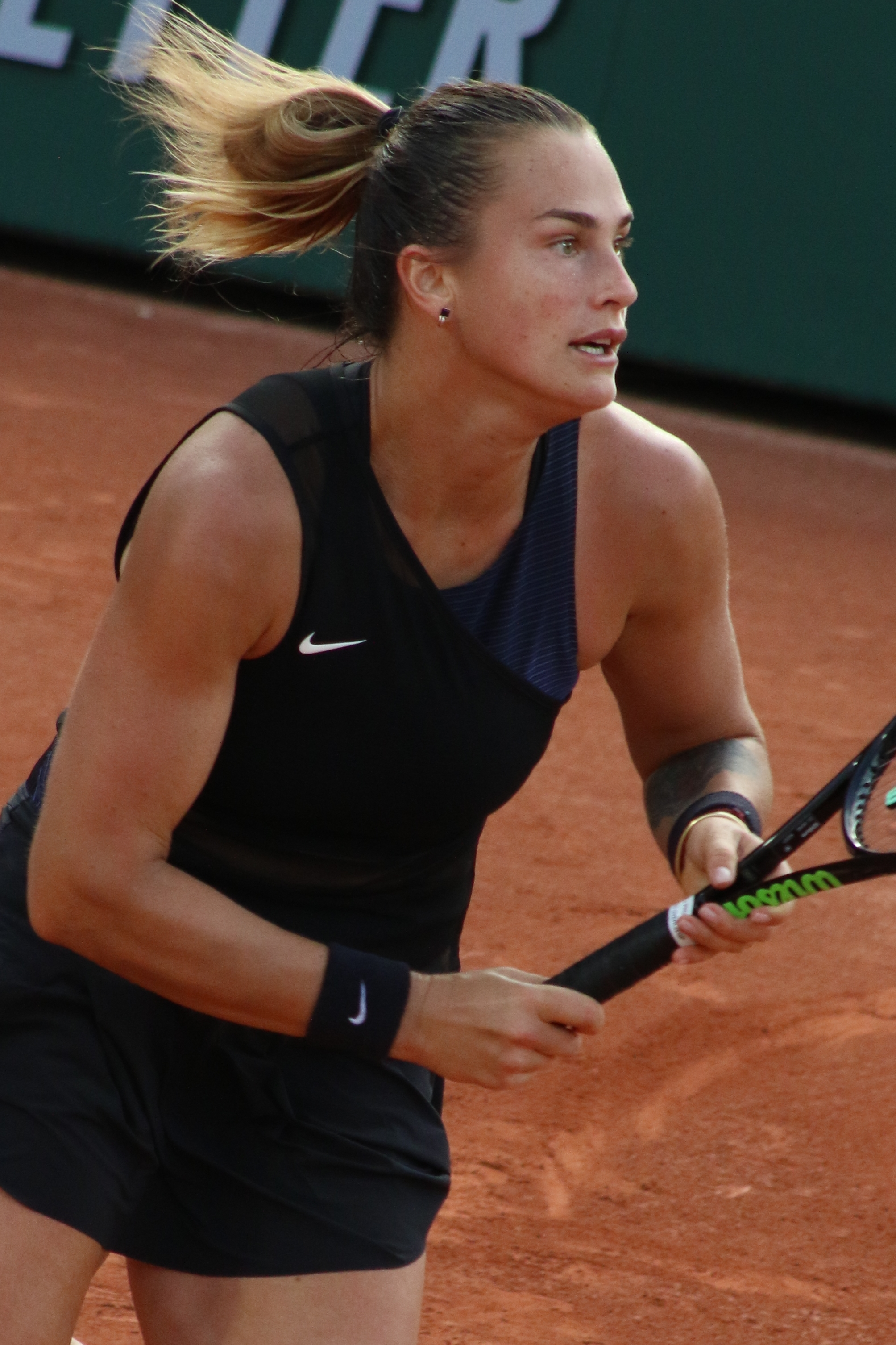
Na French Open 2021 dohrála ve třetím kole

Mírný pokles formy představovaly turnaje na Arabském poloostrově. Jako obhájkyně titulu prohrála již v prvním zápase na Qatar Total Open, když nestačila na Garbiñe Muguruzaovou, a na stejnou soupeřku nestačila ve čtvrtfinále o týden později Dubaji. Španělka na obou turnajích dokázala dojít do finále, a dubajský podnik dokonce celý ovládla.
Na květnovém Mutua Madrid Open postoupila přes Elise Mertensovou a Anastasiji Pavljučenkovovou do finále. V něm zdolala australskou světovou jedničku Ashleigh Bartyovou po třísetovém průběhu. V prvním setu, který trval 26 minut, jí nadělila „kanára“. Výhrou jí oplatila dva týdny starou porážku z boje o titul na Porsche Tennis Grand Prix ve Stuttgartu a finále na březnovém Miami Open, čímž získala první antukový titul. Bodový zisk ji premiérově posunul do elitní světové pětky na čtvrté místo. Na French Open nepotvrdila roli favoritky, když dohrála již ve třetím kole po prohře od Pavljučenkovové.
Grandslamový průlom přišel v Londýně ve Wimbledonu, kde při absenci Ósakaové a Halepové plnila roli turnajové dvojky. Postupně přehrála Niculescuovou, domácí divokou kartu Boulterovou, kvalifikantku Osoriovou Serranovpu, 18. nasazenou Rybakinovou, když od stavu her 3–3 v rozhodující sadě vyhrála 12 posledních míčů. aby poprvé postoupila do čtvrtfinále grandslamu. V něm na její raketě dohrála i Ons Džabúrová. Postupem do semifinále se stala po Zverevové a Azarenkové třetí Běloruskou v této fázi turnaje. V boji o finále proti Karolíně Plíškové získala sice úvodní set díky prvnímu využitému brejkbolu v zápase po dvojchybě Češky, v dalších setech si už žádnou takovou další šanci nevypracovala a sama jednou v každém setu o podání přišla, což znamenalo první prohru proti Plíškové. Obě hráčky dohromady v zápase zahrály celkem 32 es, což znamenalo nový wimbledonský rekord. Bodový zisk znamenal posun na kariérní maximum 3. místo.
Bělorusko reprezentovala v přeložené tokijské olympiádě, kde zasáhla do ženské dvouhry. Ve druhém kole prohrála s Chorvatkou Donnou Vekićovou, když nezvládla zkrácenou hru rozhodujícího setu.
Jako nejvýše nasazená zasáhla do National Bank Open hraném v Montréalu. Cestou do semifinále jí jediný set odebrala v druhém kole Sloane Stephensová. V semifinále znovu po měsíci nestačila na Plíškovou, tentokrát ve dvou setech. I přes prohru v úvodní zápase na navazujícím Western & Southern Open od Pauly Badosové v tiebreaku třetího setu se posunula po turnaji na druhou příčku světové klasifikace.

### 2022: Finále na Turnaji mistryň
Ročník otevřela porážkami v prvních zápasech na Adelaide International I a Adelaide International II, když v utkáních proti Juvanové zahrála 18 dvojchyb a proti Petersonové dokonce 21. I přes pokračující problémy s podáním postoupila na Australian Open v roli druhé nasazené přes Storm Hunterovou, Wang Sin-jü a Markétu Vondroušovou po druhé za sebou do osmifinále, když všechna tři utkání musela otáčet po prohrané první sadě. V osmifinále nestačila v nočním zápase na Estonku Kaiu Kanepiovou, když o vítězce rozhodla až zkrácená hra třetího setu. V rozhodujícím setu měla šance jít do vedení 5–2 a při servírování na postup za stavu 5–4 měla čtyři mečboly, zápas však musela rozhodnout zkrácená hra do deseti bodů, jež dopadla lépe pro 115. hráčku světa Kanepiovou. Estonka se stala 15. aktivní hráčkou, která dokázala na všech grandslamech dojít alespoň do čtvrtfinále. Prohra ji zároveň vyřadila ze souboje o čelo žebříčku WTA. První čtvrtfinále roku zaznamenala na Qatar Total Open, kde ve čtvrtfinále podlehla Świątekové. Severoamerické turnaje v Indian Wells i Miami pro ni znamenaly vyřazení ve druhém kole, v obou případech po volném losu.
Lépe si vedla na antuce, když ve Stuttgartu po výhrách nad světovou šestkou Kontaveitou a trojkou Badosovou postoupila do prvního finále v roce. V něm stejně jako v o rok dříve nestačila na úřadující světovou jedničku, když ji porazila Iga Świąteková. Jako obhájkyně titulu dohrála v prvním kole v Madridu, když ji vyřadila Amanda Anisimovová ze čtvrté desítky žebříčku, která ji porazila i necelý měsíc předtím na zelené antuce v Charlestonu. Porážky jí následně oplatila o týden později v Římě, kde postoupila mezi poslední čtyřku, mezí níž nestačila potřetí v sezóně na Świątekovou. French Open pro ni skončilo ve třetím kole, když po vyhrané první sadě proti Camile Giorgiové získala ve zbytku utkání jediný game.
Na trávě postoupila do finále v 's-Hertogenboschi. V boji o titul nestačila na Rusku Alexandrovovou. Z berlínského turnaj ji vyřadila již v prvním kole jiná Ruska Kuděrmetovová. Z důvodu napadení Ukrajiny Ruskem v závěru února 2022 nemohla jako reprezentantka Běloruska na základě zákazu All England Clubu startovat ve Wimbledonu 2022.
Na US Open 2022 se ocitla ve druhém kole na prahu vyřazení. Proti Kaie Kanepiové prohrávala již 2–6 a 1–5 a čelila dvěma mečbolům. I přes horší poměr nevynucených chyb a vítězných úderů Estonku porazila, oplatila jí těsnou porážku z Australian Open a posedmé v kariéře Běloruska vyhrála zápas WTA, v němž čelila mečbolu. V osmifinále, resp. čtvrtfinále na její raketě dohrály dvě bývalé grandslamové finalistky Danielle Collinsová a Karolína Plíšková. V semifinále ji počtvrté v probíhajícím ročníku porazila Świąteková, přestože v rozhodujícím setu vedla tak Polkou již 4–2.
Jako sedmá hráčka si 21. října zajistila účast na Turnaji mistryň, ten rok hraném v texaském Fort Worth. V základní skupině nestačila sice na Řekyni Marii Sakkariovou, porazila však světovou dvojku Ons Džabúrovou i trojku Jessicu Pegulaovou, čímž si zajistila postup z druhého místa do semifinále. V něm porazila na pátý pokus v probíhající sezóně Świątekovou. Stala se tak se po Steffi Grafové na French Open 1999, Sereně Williamsové na Miami Masters 2002 a Venus Williamsové na Turnaji mistryň 2008 čtvrtou hráčkou, která na jediném turnaji vyřadila světovou jedničku, dvojku i trojku. V boji o titul byla nad její síly Caroline Garciaová. V zápase se hrála jediná shoda a jediný brejkbol využila Garciaová v úvodní hře druhé sady.

### 2023: Vítězství na Australian Open a světová jednička ve dvouhře

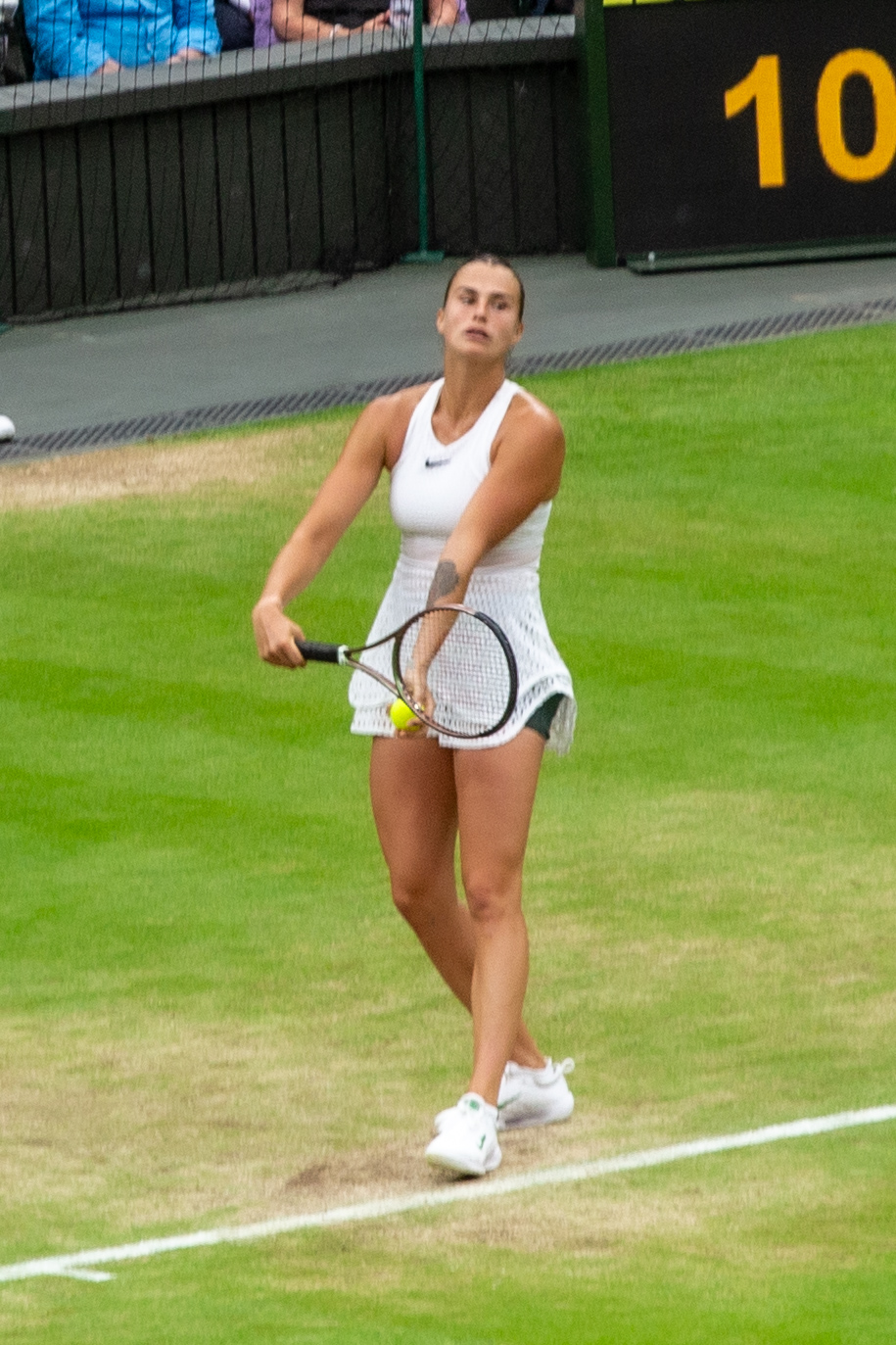
Semifinálová porážka ve Wimbledonu 2023 ji připravila o první posun do čela žebříčku WTA

Sezónu zahájila triumfem Adelaide International, když neztratila ani jednu sadu.Ve finále zdolala českou kvalifikantku Lindu Noskovou. Ve vítězné vlně pokračovala i na první grandslamu sezóny Australian Open, který rozehrála jako pátá nasazená. Na její raketě dohrály postupně Češka Tereza Martincová, Američanka Shelby Rogersová, Belgičanka a bývalá deblová spoluhráčka Elise Mertensová, Švýcarka Belinda Bencicová, Chorvatka Donna Vekićová a polské překvapení turnaje Magda Linetteová, když žádná z nich Sabalenkové nedokázala uzmout ani jeden set. Držela neporazitelnost 20 setů v sezóně, což ve 21. století před ní dokázaly jen Anna Smašnovová v roce 2002 a Agnieszka Radwańská v roce 2013. V debutovém grandslamovém finále se utkala s úřadující wimbledonskou vítězkou Jelenou Rybakinovou reprezentující Kazachstán. Rybakinová ovládla první set a v úvodu toho druhého měla šance na prolomení podání Bělorusky, která obě hrozby zlikvidovala a sama naopak svou podobnou šanci využila. Ve třetím setu přišel rozhodující moment za stavu 3–3, Sabalenková využila šanci na zisk brejku a náskok udržela. Získala svůj premiérový grandslamový triumf. Finálový bodový zisk jí zajistil návrat na druhé místo žebříčku WTA, když na první Świątekovou ztrácela přes 4 000 bodů.
První porážku roku zaznamenala na Dubai Tennis Championships, kde nestačila na Barboru Krejčíkovou navzdory vyhrané první sadě poměrem 6–0. Té porážku oplatila v osmifinále BNP Paribas Open v Indian Wells, aby následně porazila světovou šestku a sedmičku Gauffovou a Sakkariovou a postoupila do finále. V něm se v repríze melbournského finále utkala znovu s Rybakinovou, když tentokrát vítězně z utkání odešla Kazaška. Navazující Miami Open pro ni po další osmifinálové výhře nad Krejčíkovou skončil mezi poslední osmičkou na raketě Sorany Cîrsteaové.
Potřetí vřadě postoupila do finále ve stuttgartské hale, když porazila Krejčíkovou, Badosovou a Potapovovou. I na třetí pokus odešla poražena od úřadující světové jedničky a podruhé v řadě od Świątekové. Naopak druhý titul vybojovala na Madrid Open. Během turnaje oplatila porážku z Miami Cîrsteaové, zastavila 16leté překvapení turnaje Mirru Andrejevovou, otočila duel proti Egypťance Majar Šarífové a jen pět her povolila deváté hráčce světa Sakkariové. V boji o titul se po dvou týden opět utkala s Świątekovou, kterou dokázala ve třech setech porazit, čímž zaznamenala čtvrtou kariérní výhru nad nejvýše klasifikovanou hráčkou. Připsala si tak pátý titul v kategorii WTA 1000 a navázala na madridský titul starý dva roky, který taktéž získala po výhře nad úřadující světovou jedničkou. Již v prvním zápase prohrála na navazujícím Rome Masters, když ji vyřadila Sofia Keninová figurující v době utkání v polovině druhé světové stovky. Do French Open přesto vstupovala jako jedna z favoritek na titul a s možností stát se po turnaji novou světovou jedničkou. Beze ztráty setu postupně porazila Ukrajinku Martu Kosťukovou, krajanku Irynu Šymanovičovou, Rusku Kamillu Rachimovovou, Američanku Sloane Stephensovou a v ostře sledovém čtvrtfinále další Ukrajinku Elinu Svitolinovou, čímž se stala první tenistkou od Sereny Williamsové v letech 2014–2017, který zaznamenala semifinálovou účast na třech po sobě jdoucích grandslamových turnajích. V semifinále se utkala s nenasazenou Češkou Karolínou Muchovou. Poté, co Češka získala první setu v tiebreaku a Sabalenkové stejným výsledkem druhý, rozhodlo o postupující až třetí dějství. V něm si Sabalenková vypracovala vedení 5–2 a 40:30 na podání Muchové, mečbol však neproměnila a prohrála následujících pět her. Skončila tak její 12zápasová série neporazitelnosti na turnajích grandslamu. Prohra v kombinaci s postupem Świątekové do finále znamenaly, že Polka udržela i po turnaji pozici na čele žebříčku. Během turnaje vynechala několik tiskových konferencích, když jako důvod uvedla, že se necítí bezpečně kvůli stupňujícímu se tlaku novinářů způsobeným opakujícími se otázkami na její postoj invazi Ruska na Ukrajinu a podporu běloruského prezidenta Alexandra Lukašenka.

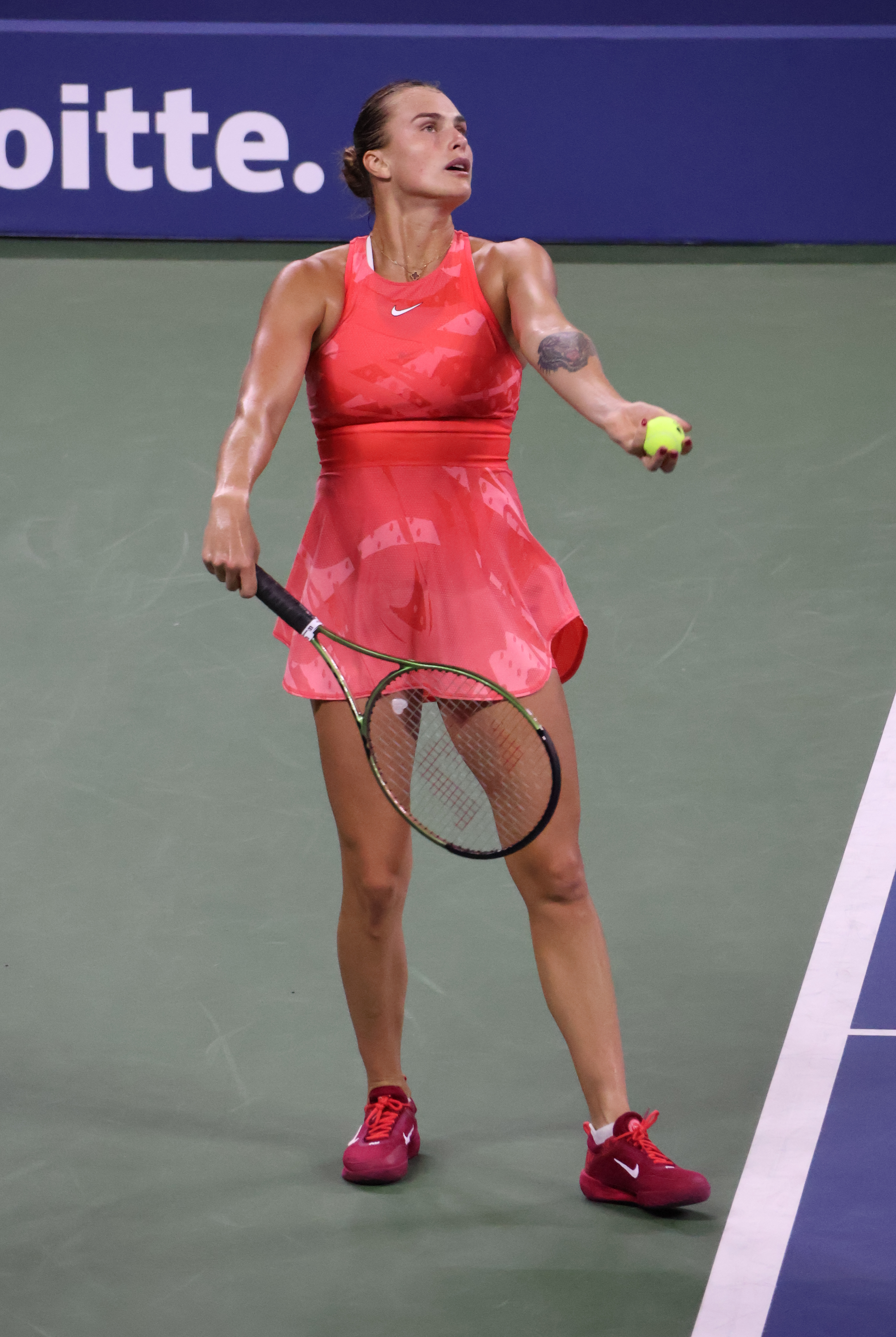
Po prohře ve finále US Open se stala poprvé světovou jedničkou ve dvouhře. Do konce sezóny 2023 na čele setrvala 8 týdnů.

Po dvou letech se vrátila do Wimbledonu. Do čtvrtého grandslamového finále v řadě prošla s jediným ztraceným setem, který jí ve druhém kole odebrala Francouzka Varvara Gračovová. Ve čtvrtfinále jako první v probíhající sezóně zdolala na trávě Madison Keysovou. Jako první hráčka od Sereny Williamsové v roce 2016, postoupila do semifinále Australian Open, French Open i Wimbledonu během jediné sezóny. V něm neudržela vedení proti Tunisance Ons Džabúrové, když po prvním vyhraném setu vedla ve druhém dějství již 4–2, aby nakonec prohrála ve třech setech. V případě postupu do finále by si zajistila premiérový posun do čela světové klasifikace.
Prohrou Świątekové v osmifinále v US Open získala jistotu posunu na pozici světové jedničky po skončení turnaje. Stala se jí jako druhá Běloruska a celkově 29. hráčka v historii od zavedení žebříčku WTA a teprve jako osmá, která v kariéře figurovala na čele klasifikace dvouhry a čtyřhry. Bez ztráty setu postoupila i na posledním grandslamu sezóny do semifinále. Stala se tak první tenistkou od Sereny Williamsové, které mezi poslední čtyřku postoupila na všech čtyřech grandslamech v roce 2016. V semifinále se utkala s Madison Keysová, proti která ztratila první sadu, ve které jí soupeřka uštědřila kanára. Ve druhém setu prohrávala již 3–5 a soupeřka podávala na vítězství, zápas však dokázala otočit, když druhou i třetí sadu vyhrála ve zkrácených hrách. Stala se teprve třetí hráčkou v otevřené éře a první od Ana Ivanovićové na Australian Open 2008, která otočila semifinálové utkání po prohře prvního setu poměrem 0–6. Ve druhém kariérní finále na grandslamu byla její soupeřkou další Američanka a světová šestka Coco Gauffová. Do utkání vstoupila lépe Sabalenková, která vyhrála první sadu, ale na úvod druhého dějství nevyužila dva brejkboly, postupně  začínala více chybovat a nakonec prohrála.
Prvním turnajem v roli světové jedničky se pro ni stalo China Open, jejím první turnaj na území Číny od Shenzhen Open 2020 a po vypuknutí pandemie covidu-19. Bez ztráty setu postoupila mezi poslední osmičku, kde ji ve dvou setech vyřadila Jelena Rybakinová. Již 22. září si zajistila účast na Turnaji mistryň, ten rok hraném v mexickém Cancúnu. Na úvod deklasovala Řekyni Marii Sakkariovu, které povolila jednu hru. Následně ale prohrála s Pegulaovou a o jejím postupu rozhodla ale třísetové vítězství v souboji o postup nad Rybakinovou. V semifinále podlehla Świątekové, která si následným titulem zajistila návrat do pozice světové jedničky a zároveň ukončení sezóny na této pozici. Sabalenková zůstala v konečném pořadí druhá.

### 2024: Druhý titul na Australian Open, vítězka US Open a konečná světová jednička
Na Australian Open poprvé obhajovala vítězství na grandslamu. Cestou turnajem neztratila jediný set, když jedinou hráčkou, která jí dokázala v jednom setu odebrat více než tři hry, byla v semifinále světová trojka Coco Gauffová. Ve finále se utkala čínskou patnáctou hráčkou žebříčku Čeng Čchin-wen, kterou porazila se ztrátou jenom pěti her. Získala tak svůj druhý grandslamový triumf a na Australian Open obhájila titul jako první tenistka od své krajanky Viktorie Azarenkové v roce 2013.
Třetí finále ze čtyř posledních ročníků zaznamenala v Madridu, přestože čtyři z pěti zápasů musela vyhrát ve třech setech. V repríze finále z předchozího roku nestačila na Igu Świątekovou po třísetové bitvě, přestože měla v závěru třetího dějství tři mečboly. O vítězce rozhodl až závěrečná tiebreaku, ve kterém Polka zvítězila až 9–7. Znovu se utkaly ve finále na navazujícím Rome Masters, když tentokrát vyhrála Świąteková ve dvou setech. Poprvé od Miami Open 2013 a Madrid Open 2013 se první a druhá žena klasifikace střetly ve dvou navazujících finále kategorie WTA 1000 a premiérově tak v jedné sezóně odehrály madridské a římské finále stejné hráčky. Na French Open jí žádná soupeřka na cestě do čtvrtfinále nesebrala set. Poprvé od US Open 2012 se všechny úřadující grandslamové šampionky – Świąteková, Vondroušová, Gauffová a právě Sabalenková, probojovaly do čtvrtfinále jediného grandslamu. V něm nestačila na 17letou Mirru Andrejevovou, když byla v utkání limitována zdravotními problémy. Poprvé od  French Open 2022 vypadla na grandslamu, do něhož zasáhla, před branami semifinále.

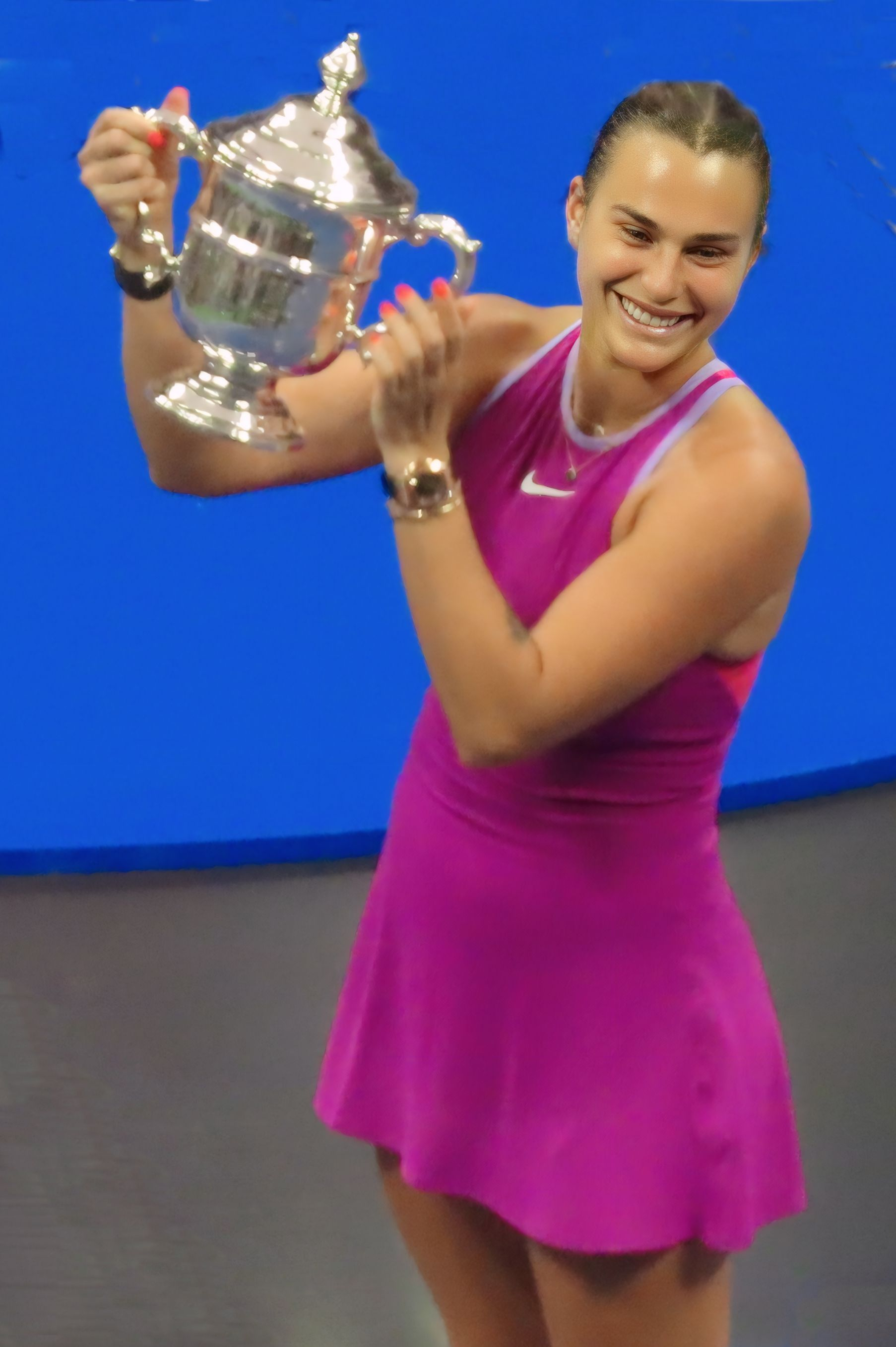
Na US Open 2024 poprvé ovládla newyorský grandslam

V semifinále Cincinnati Open popáté v kariéře porazila světovou jedničku, když tentokrát Świąteké nepovolila ani jeden set. V boji o titul pak přehrála Jessicu Pegulaovou, které ukončila 9zápasovou sérii výher, a získala šestý titul v úrovni WTA 1000. Soutěží prošla bez ztráty setu a bodový zisk ji posunul zpět na druhou příčku před Gauffovou. Do US Open tak vstupovala jako jedna z hlavních adeptek na titul. Jediný set cestou pavoukem ji odebrala ve třetím kole Jekatěrina Alexandrovová. Mezi poslední osmičkou povolila jenom tři hry olympijské šampionce Čeng Čchin-wen, v semifinále Američance debutující v této fázi turnaji Emmě Navarrové, aby se finále po třech týdnech opět porazila Pegulaovou, když lépe zvládla koncovky obou vyrovnaných setů. Stala se tak otevřené éře po Steffi Grafové (1988 a 1989), Monice Selešové (1991 a 1992), Martině Hingisové (1997) a  Angelique Kerberové (2016), pátou hráčkou která ovládla Australian Open a US Open v jediném kalendářním roce.
Na vítězné vlně pokračovala na velkých čínských turnajích. V Pekingu prošla bez ztráty setu do čtvrtfinále. V něm však její 15zápasovou neporazitelnost ukončila Karolína Muchová, přestože v rozhodujícím třetím setu vedla již 4–2, než prohrála zbylé čtyři gamy včetně posledních deseti míčů v řadě. Následně v roli dvojnásobně obhájkyně titul startovala ve Wu-chanu, který byl do turnajového kalendáře zařazen poprvé od vypuknutí pandemie coviud-19. V semifinále otočila nepříznivě se vyvíjející utkání s Coco Gauffovou, která vedla už o set a brejk, nakonec však i díky 21 dvojchybám Američanky postoupila. Ve finále i ve čtvrtém vzájemném utkání porazila Číňanku Čeng Čchin-wen a při třetím startu na Wuhan Open získala třetí titul, a celkově již pátý na čínské půdě, znamenající rekordní počet turnajových triumfů v Číně v rámci otevřené éry. Bodovou ztrátu na světovou jedničku Świątekovou, absentující na podzimní asijské túře, snížila na pouhých 69 bodů, a zároveň již postupem do čtvrtfinále wu-chanského podniku Polku předstihla v hodnocení sezóny. Do čela žebříčku se pak vrátila v druhé polovině října, když jí k návratu na tuto pozici pomohla bodová penalizace ve formě odečtu nejhoršího výsledku v sezóně u Świątekové za nesplnění šesti odehraných turnajů WTA 500. Na Turnaji mistryň v Rijádu si po dvousetových výhrách nad Čeng Čchin-wen a Jasmine Paoliniovou zajistila postup do semifinále a současně s prohrou Świątekové, že poprvé v kariéře ukončí sezónu na pozici světové jedničky. V poslední zápase základní skupiny její osmizápasovou neporazitelnost proti členkám první světové desítky ukončila vracející se Jelena Rybakinová. V semifinále pak podlehla Coco Gauffové.
Aryna Sabalenka at 2025 Miami Open 05 (cropped).jpg

### 2025
Sezónu otevřela na Brisbane International, kde na cestě do druhého tamního finále neztratila ani set. Ve čtvrtfinále na její raketě dohrála Marie Bouzková, v semifinále pak 17letá Mirra Andrejevová. Ve finále pak otočila utkání proti překvapení turnaje kvalifikantce Polině Kuděrmetovové a získala osmnáctý singlový titul a čtvrtý na australské půdě dosáhla, když na tomto kontinentu od začátku sezóny 2023 vyhrála 27 z 28 zápasů.

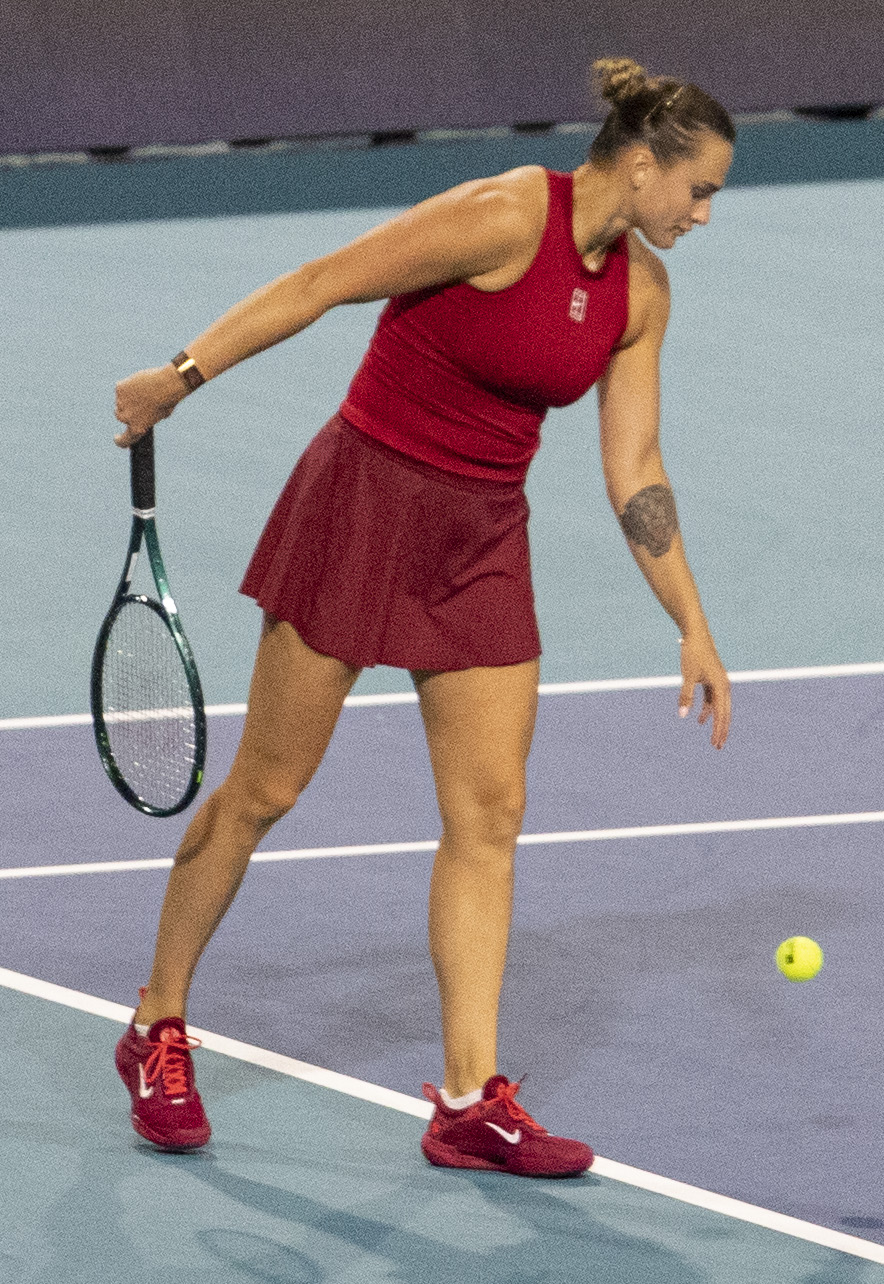
Na Miami Open 2025 vybojovala osmou trofej WTA 1000

Na Australian Open usilovala jako dvojnásobná obhájkyně titulu o třetí titul v řadě, což předtím naposledy dosáhla Martina Hingisová v letech 1997–1999. Na úvod zvládla utkání s bývalou grandslamovou šampiónkou Sloane Stephensovou, ve třetím kole připravila první sezónní porážku Claře Tausonovou, v osmifinále ztratila jen tři gamy s Andrejevovou. Ve čtvrtfinále zvládla třísetové utkání s 33letou Anastasijí Pavljučenkovovou a v semifinále zastavila debutantku v této fázi takhle velkého turnaje Paulu Badosovou a postoupila do třetího melbourneského finále v řadě, což dokázala jako prvního od Sereny Williamsové v ročnících 2015–2017. Tím si zároveň zajistila setrvání na pozici světové jedničky po turnaji, když jí k tomu pomohlo i vyřazení Świątekové v semifinále. Ve finále byla na její síly Američanka Madison Keysová ve třech setech, když rozhodující skončila prolomení podání Sabalenkové za stavu 5–6.
Qatar Open pro ní skončilo již po prvním zápase, když nad její síly byla Jekatěrina Alexandrovová. Navazující Dubai Tennis Championships pro ni skončilo ve třetím kole na raketě Tausonové. V Indian Wells cestou do druhého finále na této akci jí pouze Američanka McCartney Kesslerová dokázala v jednom setu odebrat více než tři hry. Pouze pět her na uhrála ve čtvrtfinále Ljudmila Samsonovová a v semifinále vrátila porážku z Australian Open Porážku Keysové, kterou deklasovala poměrem 6–0 a 6–1 za necelou hodinu hry, a dosáhla jubilejní 20. výhry nad členkou Top 5. Z finále odešla, stejně jako před dvěma lety poražena, tentokrát od světová jedenáctky Mirry Andrejevové, přestože ovládla první set. Čtvrté sezónní finále a druhý titul získala na Miami Open. V osmifinále vyřadila obhájkyni titulu a světovou patnáctku Danielle Collinsovou,  ve čtvrtfinále světovou devítku Čeng Čchin-wen a v semifinále sedmičku Jasmine Paoliniovou. Ve finále porazila, stejně jako na Cincinnati Open a US Open 2024 čtvrtou ženu klasifikace Jessicu Pegulaovou. Osmou trofejí v kategorii WTA 1000 vyrovnala  na sdílené šesté příčce Marii Šarapovovou.
Antukovou část sezóny otevřela na tradičně na Porsche Tennis Grand Prix, kde jí stačily pouze dvě výhry k postupu do finále, když po volném losu v prvním kole nenastoupila k zápasu druhého kola Ruska Potapovová. Ve finále byla na její síly Lotyška Jeļena Ostapenková a po letech 2021, 2022 a 2023 nezvládla i čtvrté stuttgartské finále, poprvé však nestačila v boji o titul na jinou hráčku, než na úřadujíc světovou jedničku.

## Finále na Grand Slamu

### Ženská dvouhra: 6 (3–3)
| Stav       | rok  | turnaj              | povrch | soupeřka ve finále | výsledek           |
| ---------- | ---- | ------------------- | ------ | ------------------ | ------------------ |
| Vítězka    | 2023 | Australian Open     | tvrdý  | Jelena Rybakinová  | 4–6, 6–3, 6–4      |
| Finalistka | 2023 | US Open             | tvrdý  | Coco Gauffová      | 6–2, 3–6, 2–6      |
| Vítězka    | 2024 | Australian Open (2) | tvrdý  | Čeng Čchin-wen     | 6–3, 6–2           |
| Vítězka    | 2024 | US Open             | tvrdý  | Jessica Pegulaová  | 7–5, 7–5           |
| Finalistka | 2025 | Australian Open     | tvrdý  | Madison Keysová    | 3–6, 6–2, 5–7      |
| Finalistka | 2025 | French Open         | antuka | Coco Gauffová      | 7–6(7–5), 2–6, 4–6 |

### Ženská čtyřhra: 2 (2–0)
| Stav    | rok  | turnaj          | povrch | spoluhráčka      | soupeřky ve finále                    | výsledek |
| ------- | ---- | --------------- | ------ | ---------------- | ------------------------------------- | -------- |
| Vítězka | 2019 | US Open         | tvrdý  | Elise Mertensová | Viktoria Azarenková Ashleigh Bartyová | 7–5, 7–5 |
| Vítězka | 2021 | Australian Open | tvrdý  | Elise Mertensová | Barbora Krejčíková Kateřina Siniaková | 6–2, 6–3 |

## Finále Turnaje mistryň

### Dvouhra: 1 (0–1)
| Stav       | rok  | turnaj                    | povrch    | soupeřka ve finále | výsledek      |
| ---------- | ---- | ------------------------- | --------- | ------------------ | ------------- |
| Finalistka | 2022 | Fort Worth, Spojené státy | tvrdý (h) | Caroline Garciaová | 6–7(4–7), 4–6 |

## Finále na okruhu WTA Tour
| Legenda                                                 |
| ------------------------------------------------------- |
| D – dvouhra; Č – čtyřhra                                |
| Grand Slam (3–3 D; 2–0 Č)                               |
| Turnaj mistryň (0–1 D)                                  |
| WTA Elite Trophy (1–0 D)                                |
| Premier Mandatory & Premier 5 / WTA 1000 (9–3 D; 2–1 Č) |
| Premier / WTA 500 (5–7 D; 2–0 Č)                        |
| International / WTA 250 (2–3 D; 0–1 Č)                  |

### Dvouhra: 38 (20–18)
| Stav       | č.  | datum              | turnaj                                    | kategorie      | povrch     | soupeřka ve finále       | výsledek           |
| ---------- | --- | ------------------ | ----------------------------------------- | -------------- | ---------- | ------------------------ | ------------------ |
| Finalistka | 1.  | 15. října 2017     | Tchien-ťin, Čína                          | International  | tvrdý      | Maria Šarapovová         | 5–7, 6–7(8–10)     |
| Finalistka | 2.  | 14. dubna 2018     | Lugano, Švýcarsko                         | International  | antuka     | Elise Mertensová         | 5–7, 2–6           |
| Finalistka | 3.  | 30. června 2018    | Eastbourne, Spojené království            | Premier        | tráva      | Caroline Wozniacká       | 5–7, 6–7(5–7)      |
| Vítězka    | 1.  | 26. srpna 2018     | New Haven, Spojené státy                  | Premier        | tvrdý      | Carla Suárez Navarrová   | 6–1, 6–4           |
| Vítězka    | 2.  | 29. září 2018      | Wu-chan, Čína                             | Premier 5      | tvrdý      | Anett Kontaveitová       | 6–3, 6–3           |
| Vítězka    | 3.  | 5. ledna 2019      | Šen-čen, Čína                             | International  | tvrdý      | Alison Riskeová          | 4–6, 7–6(7–2), 6–3 |
| Finalistka | 4.  | 4. srpna 2019      | San José, Spojené státy                   | Premier        | tvrdý      | Čeng Saj-saj             | 3–6, 6–7(3–7)      |
| Vítězka    | 4.  | 28. září 2019      | Wu-chan, Čína (2)                         | Premier 5      | tvrdý      | Alison Riskeová          | 6–3, 3–6, 6–1      |
| Vítězka    | 5.  | 27. října 2019     | Ču-chaj, Čína                             | Elite Trophy   | tvrdý (h)  | Kiki Bertensová          | 6–4, 6–2           |
| Vítězka    | 6.  | 29. února 2020     | Dauhá, Katar                              | Premier 5      | tvrdý      | Petra Kvitová            | 6–3, 6–3           |
| Vítězka    | 7.  | 25. října 2020     | Ostrava, Česko                            | Premier        | tvrdý (h)  | Viktoria Azarenková      | 6–2, 6–2           |
| Vítězka    | 8.  | 15. listopadu 2020 | Linec, Rakousko                           | International  | tvrdý (h)  | Elise Mertensová         | 7–5, 6–2           |
| Vítězka    | 9.  | 13. ledna 2021     | Abú Zabí, Spojené arabské emiráty         | WTA 500        | tvrdý      | Veronika Kuděrmetovová   | 6–2, 6–2           |
| Finalistka | 5.  | 25. dubna 2021     | Stuttgart, Německo                        | WTA 500        | antuka (h) | Ashleigh Bartyová        | 6–3, 0–6, 3–6      |
| Vítězka    | 10. | 8. května 2021     | Madrid, Španělsko                         | WTA 1000       | antuka     | Ashleigh Bartyová        | 6–0, 3–6, 6–4      |
| Finalistka | 6.  | 24. dubna 2022     | Stuttgart, Německo                        | WTA 500        | antuka (h) | Iga Świąteková           | 2–6, 2–6           |
| Finalistka | 7.  | 12. června 2022    | 's-Hertogenbosch, Nizozemsko              | WTA 250        | tráva      | Jekatěrina Alexandrovová | 5–7, 0–6           |
| Finalistka | 8.  | 7. listopadu 2022  | Fort Worth, Spojené státy                 | Turnaj mistryň | tvrdý (h)  | Caroline Garciaová       | 6–7(4–7), 4–6      |
| Vítězka    | 11. | 8. ledna 2023      | Adelaide, Austrálie                       | WTA 500        | tvrdý      | Linda Nosková            | 6–3, 7–6(7–4)      |
| Vítězka    | 12. | 28. ledna 2023     | Australian Open, Melbourne, Austrálie     | Grand Slam     | tvrdý      | Jelena Rybakinová        | 4–6, 6–3, 6–4      |
| Finalistka | 9.  | 19. března 2023    | Indian Wells, Spojené státy               | WTA 1000       | tvrdý      | Jelena Rybakinová        | 6–7(11–13), 4–6    |
| Finalistka | 10. | 23. dubna 2023     | Stuttgart, Německo                        | WTA 500        | antuka (h) | Iga Świąteková           | 3–6, 4–6           |
| Vítězka    | 13. | 6. května 2023     | Madrid, Španělsko (2)                     | WTA 1000       | antuka     | Iga Świąteková           | 6–3, 3–6, 6–3      |
| Finalistka | 11. | 9. září 2023       | US Open, New York, Spojené státy          | Grand Slam     | tvrdý      | Coco Gauffová            | 6–2, 3–6, 2–6      |
| Finalistka | 12. | 7. ledna 2024      | Brisbane, Austrálie                       | WTA 500        | tvrdý      | Jelena Rybakinová        | 0–6, 3–6           |
| Vítězka    | 14. | 27. ledna 2024     | Australian Open, Melbourne, Austrálie (2) | Grand Slam     | tvrdý      | Čeng Čchin-wen           | 6–3, 6–2           |
| Finalistka | 13. | 4. května 2024     | Madrid, Španělsko                         | WTA 1000       | antuka     | Iga Świąteková           | 5–7, 6–4, 6–7(7–9) |
| Finalistka | 14. | 18. května 2024    | Řím, Itálie                               | WTA 1000       | antuka     | Iga Świąteková           | 2–6, 3–6           |
| Vítězka    | 15. | 19. srpna 2024     | Cincinnati, Spojené státy                 | WTA 1000       | tvrdý      | Jessica Pegulaová        | 6–3, 7–5           |
| Vítězka    | 16. | 7. září 2024       | US Open, New York, Spojené státy          | Grand Slam     | tvrdý      | Jessica Pegulaová        | 7–5, 7–5           |
| Vítězka    | 17. | 13. října 2024     | Wu-chan, Čína (3)                         | WTA 1000       | tvrdý      | Čeng Čchin-wen           | 6–3, 5–7, 6–3      |
| Vítězka    | 18. | 5. ledna 2025      | Brisbane, Austrálie                       | WTA 500        | tvrdý      | Polina Kuděrmetovová     | 4–6, 6–3, 6–2      |
| Finalistka | 15. | 25. ledna 2025     | Australian Open, Melbourne, Austrálie     | Grand Slam     | tvrdý      | Madison Keysová          | 3–6, 6–2, 5–7      |
| Finalistka | 16. | 16. března 2025    | Indian Wells, Spojené státy               | WTA 1000       | tvrdý      | Mirra Andrejevová        | 6–2, 4–6, 3–6      |
| Vítězka    | 19. | 29. března 2025    | Miami, Spojené státy                      | WTA 1000       | tvrdý      | Jessica Pegulaová        | 7–5, 6–2           |
| Finalistka | 17. | 21. dubna 2025     | Stuttgart, Německo                        | WTA 500        | antuka (h) | Jeļena Ostapenková       | 4–6, 1–6           |
| Vítězka    | 20. | 3. května 2025     | Madrid, Španělsko (3)                     | WTA 1000       | antuka     | Coco Gauffová            | 6–3, 7–6(7–3)      |
| Finalistka | 18. | 7. června 2025     | French Open, Paříž, Francie               | Grand Slam     | antuka     | Coco Gauffová            | 7–6(7–5), 2–6, 4–6 |

### Čtyřhra: 8 (6–2)
| Stav       | č. | datum           | turnaj                                | kategorie         | povrch    | spoluhráčka         | soupeřky ve finále                    | výsledek         |
| ---------- | -- | --------------- | ------------------------------------- | ----------------- | --------- | ------------------- | ------------------------------------- | ---------------- |
| Finalistka | 1. | 14. dubna 2018  | Lugano, Švýcarsko                     | International     | antuka    | Věra Lapková        | Kirsten Flipkensová Elise Mertensová  | 1–6, 3–6         |
| Vítězka    | 1. | 17. března 2019 | Indian Wells, Spojené státy           | Premier Mandatory | tvrdý     | Elise Mertensová    | Barbora Krejčíková Kateřina Siniaková | 6–3, 6–2         |
| Vítězka    | 2. | 31. března 2019 | Miami, Spojené státy                  | Premier Mandatory | tvrdý     | Elise Mertensová    | Samantha Stosurová Čang Šuaj          | 7–6(7–5), 6–2    |
| Vítězka    | 3. | 8. září 2019    | US Open, New York, Spojené státy      | Grand Slam        | tvrdý     | Elise Mertensová    | Viktoria Azarenková Ashleigh Bartyová | 7–5, 7–5         |
| Finalistka | 2. | 28. září 2019   | Wu-chan, Čína                         | Premier 5         | tvrdý     | Elise Mertensová    | Tuan Jing-jing Veronika Kuděrmetovová | 6–7(3–7), 2–6    |
| Vítězka    | 4. | 25. října 2020  | Ostrava, Česko                        | Premier           | tvrdý (h) | Elise Mertensová    | Gabriela Dabrowská Luisa Stefaniová   | 6–1, 6–3         |
| Vítězka    | 5. | 19. února 2021  | Australian Open, Melborune, Austrálie | Grand Slam        | tvrdý     | Elise Mertensová    | Barbora Krejčíková Kateřina Siniaková | 6–2, 6–3         |
| Vítězka    | 6. | 20. června 2021 | Berlín, Německo                       | WTA 500           | tráva     | Viktoria Azarenková | Nicole Melicharová Demi Schuursová    | 4–6, 7–5, [10–4] |

## Finále série WTA 125
| Legenda                  |
| ------------------------ |
| D – dvouhra; Č – čtyřhra |
| WTA 125 (1–0 D; 1–0 Č)   |

### Dvouhra: 1 (1–0)
| Stav    | č. | datum              | turnaj        | povrch | soupeřka ve finále  | výsledek |
| ------- | -- | ------------------ | ------------- | ------ | ------------------- | -------- |
| Vítězka | 1. | 26. listopadu 2017 | Bombaj, Indie | tvrdý  | Dalila Jakupovićová | 6–2, 6–3 |

### Čtyřhra: 1 (1–0)
| Stav    | č. | datum              | turnaj               | povrch      | spoluhráčka            | soupeřky ve finále                  | výsledek               |
| ------- | -- | ------------------ | -------------------- | ----------- | ---------------------- | ----------------------------------- | ---------------------- |
| Vítězka | 1. | 19. listopadu 2017 | Tchaj-pej, Tchaj-wan | koberec (h) | Veronika Kuděrmetovová | Monique Adamczaková Naomi Broadyová | 2–6, 7–6 (7–5), [10–6] |

## Finále na okruhu ITF
| Dotace turnajů okruhu ITF | Dotace turnajů okruhu ITF |
| ------------------------- | ------------------------- |
| 100 000 $ tournaments     | 80 000 $ tournaments      |
| 75 000 $ tournaments      | 60 000 $ tournaments      |
| 50 000 $ tournaments      | 25 000 $ tournaments      |
| 15 000 $ tournaments      | 10 000 $ tournaments      |

### Dvouhra: 8 (5–3)
| Stav       | č. | datum              | turnaj             | povrch      | soupeřka ve finále       | výsledek           |
| ---------- | -- | ------------------ | ------------------ | ----------- | ------------------------ | ------------------ |
| Vítězka    | 1. | 28. září 2015      | Antalya, Turecko   | tvrdý       | Daiana Negreanuová       | 6–3 7–5            |
| Vítězka    | 2. | 5. října 2015      | Antalya, Turecko   | tvrdý       | Nicoleta Dascăluová      | 6–4 6–7(4–7) 7–5   |
| Finalistka | 1. | 14. prosince 2015  | Nová Bombaj, Indie | tvrdý       | Barbara Haasová          | 6–7(2–7), 6–7(6–8) |
| Vítězka    | 3. | 21. prosince 2015  | Puné, India        | tvrdý       | Viktorija Kamenská       | 6–3 6–4            |
| Finalistka | 2. | 21. února 2016     | Perth, Austrálie   | tvrdý       | Arina Rodionovová        | 1–6 1–6            |
| Vítězka    | 4. | 29. května 2016    | Tchien-ťin, Čína   | tvrdý       | Nina Stojanovićová       | 5–7, 6–3, 6–1      |
| Vítězka    | 5. | 20. listopadu 2016 | Tojota, Japonsko   | koberec (h) | Lizette Cabrerová        | 6–2, 6–4           |
| Finalistka | 3. | 19. března 2017    | Šen-čen, Čína      | tvrdý       | Jekatěrina Alexandrovová | 2–6, 5–7           |

### Čtyřhra: 2 (1–1)
| Stav       | č. | datum          | turnaj           | povrch | spoluhráčka       | soupeřky ve finále             | výsledek         |
| ---------- | -- | -------------- | ---------------- | ------ | ----------------- | ------------------------------ | ---------------- |
| Finalistka | 1. | 13. dubna 2015 | Heráklion, Řecko | tvrdý  | Tamara Čurovićová | Šarrmadaa Baluuová Lee Pei-chi | 6–4, 3–6, [2-10] |
| Vítězka    | 1. | 3. října 2015  | Antalya, Turecko | tvrdý  | Vivien Juhászová  | Ayla Aksuová Anita Husarićová  | 6–1, 6–3         |

## Finále soutěží družstev: 1 (0–1)
| Stav       | Č. | datum                  | soutěž                   | povrch    | spoluhráčky                                             | finalistky                                                             | výsledek |
| ---------- | -- | ---------------------- | ------------------------ | --------- | ------------------------------------------------------- | ---------------------------------------------------------------------- | -------- |
| Finalistka | 1. | 11.–12. listopadu 2017 | Fed Cup Minsk, Bělorusko | tvrdý (h) | Aljaksandra Sasnovičová Věra Lapková Lidzija Marozavová | Coco Vandewegheová Sloane Stephensová Shelby Rogersová Alison Riskeová | 2–3      |

## Chronologie výsledků na Grand Slamu

### Ženská dvouhra
| Turnaj          | 2016 | 2017    | 2018    | 2019    | 2020    | 2021    | 2022    | 2023  | 2024  | 2025 | SR     | V–P   |
| --------------- | ---- | ------- | ------- | ------- | ------- | ------- | ------- | ----- | ----- | ---- | ------ | ----- |
| Australian Open | A    | 2Q      | 1. kolo | 3. kolo | 1. kolo | 4. kolo | 4. kolo | Vítěz | Vítěz | F    | 2 / 8  | 28–6  |
| French Open     | A    | 1Q      | 1. kolo | 2. kolo | 3. kolo | 3. kolo | 3. kolo | SF    | ČF    | F    | 0 / 8  | 22–8  |
| Wimbledon       | A    | 2. kolo | 1. kolo | 1. kolo | NH      | SF      | A       | SF    | A     | SF   | 0 / 6  | 16–6  |
| US Open         | Q2   | Q1      | 4. kolo | 2. kolo | 2. kolo | SF      | SF      | F     | Vítěz |      | 1 / 7  | 28–6  |
| výhry–prohry    | 0–0  | 1–1     | 3–4     | 4–4     | 3–3     | 15–4    | 10–3    | 23–3  | 18–1  | 17–3 | 3 / 29 | 94–26 |

### Ženská čtyřhra
| Turnaj          | 2018    | 2019    | 2020    | 2021  | 2022 | 2023 | 2024 | 2025 | SR     | V–P  |
| --------------- | ------- | ------- | ------- | ----- | ---- | ---- | ---- | ---- | ------ | ---- |
| Australian Open | 1. kolo | 3. kolo | ČF      | Vítěz | A    | A    | A    | A    | 1 / 4  | 10–3 |
| French Open     | A       | SF      | 2. kolo | A     | A    | A    | A    | A    | 0 / 2  | 5–2  |
| Wimbledon       | 2. kolo | ČF      | NH      | A     | A    | A    | A    | A    | 0 / 2  | 4–2  |
| US Open         | 3. kolo | Vítěz   | ČF      | A     | A    | A    | A    |      | 1 / 3  | 10–2 |
| výhry–prohry    | 3–3     | 15–3    | 6–3     | 5–0   | 0–0  | 0–0  | 0–0  | 0–0  | 2 / 11 | 29–9 |

| Legenda | Legenda                                   | Legenda | Legenda                     |
| ------- | ----------------------------------------- | ------- | --------------------------- |
| SR      | poměr vyhraných turnajů ku všem odehraným | W–L V–P | výhry–prohry                |
| NH      | daný rok se turnaj nekonal                | A       | turnaje se hráč nezúčastnil |
| 1Q / LQ | prohra v (kole) kvalifikace               | 1k / 1R | prohra v daném kole turnaje |
| QF / ČF | prohra ve čtvrtfinále                     | SF      | prohra v semifinále         |
| F       | prohra ve finále                          | Vítěz   | vítězství v turnaji         |